# Costa Chica (Guerrero)
Costa Chica é um das sete regiões geo-econômicas e culturais que compõem o estado de Guerrero, no sul do México. Ela começa a leste de Acapulco e se estende até a costa central do estado de Oaxaca. Guerrero possui uma área de aproximadamente 180 km. Como em outras partes do sul do México, a Costa Chica apresenta um mosaico cultural, compreendendo diversas populações e grupos étnicos.